# Heroes of Might and Magic III: Armageddon’s Blade
Heroes of Might and Magic III: Armageddon's Blade is het eerste van de twee uitbreidingsspellen voor het turn-based strategy spel Heroes of Might and Magic III: The Restoration of Erathia. Het spel werd ontworpen door New World Computing voor Microsoft Windows en kwam uit in 1999.

## Verhaal
Armageddon's Blade is een sequel op de gebeurtenissen in Heroes III. Terwijl het koninkrijk Erathia zich nog aan het herstellen is van de oorlog uit Heroes III vallen de Kreegan’s van Eofol opeens aan. Omdat Erathia’s leger nog verzwakt is van de oorlog maken ze geen schijn van kans tegen het Kreegan leger, totdat er opeens hulp opduikt vanuit de mysterieuze Conflux steden.

## Campagnes
In tegenstelling tot Heroes III en The Shadow of Death (het tweede uitbreidingsspel) sluit in Armageddons’s Blade slechts een campaign aan op de verhaallijn. De andere vijf nieuwe campaigns uit deze uitbreiding volgen aparte verhalen die zich afspelen in dezelfde wereld.
- Armageddon's Blade: vertelt het verhaal van Koningin Catherine en haar man Roland Ironfist op hun zoektocht naar het Armageddon Zwaard (waar het spel ook zijn naam aan dankt), een wapen gemaakt door de koning van de demonen, Lucifer Kreegan.
- Dragon's Blood: vertelt het verhaal van Mutare, een dungeon overlord, en hoe zij de troon van het Dungeon koninkrijk veroverde.
- Dragon Slayer: draait om het leven van de drakendoder Dracon.
- Festival of Life: vertelt over Kilgore’s pogingen om het barbaren stamhoofd te worden van het Krewlod koninkrijk.
- Playing with Fire: draait om de heks Adrienne die bij terugkeer in haar thuisstad ontdekt dat deze aangevallen wordt door de ondode Lord Haart.
- Foolhardy Waywardness: een bonus campaign die pas kan worden geopend als de andere campaigns zijn uitgespeeld. Vertelt het verhaal van Christian, een Erathiaanse ridder die na een schipbreuk aanspoelt op een onbekend eiland.

## Veranderingen in het spel
De grootste toevoeging van Armageddon’s Blade is de introductie van de Conflux steden en hun inwoners. De stad heeft als thema de klassieke elementen. Elk element heeft twee erbij behorende monsters. Net als de andere steden in Heroes III heeft Conflux een Might held (Planeswalkers) en een Magic held (Elementalists).
Ook werden er enkele “neutrale” monsters bijgevoegd door Armageddon’s Blade. Ook kwamen er nieuwe kaartobjecten bij zoals de zogenaamde Quest Towers waar een held alleen langs kon als hij aan bepaalde criteria voldeed.